# آن جه هوان
آن جه هوان (انگلیسی: Ahn Jae-hwan) یک هنرپیشه، و بازیگر سینما اهل کره جنوبی بود. وی بین سال‌های ۲۰۰۰ تا ۲۰۰۸ میلادی فعالیت می‌کرد و در سال 2008 به دنبال خودکشی درگذشت.